# Angela Brower

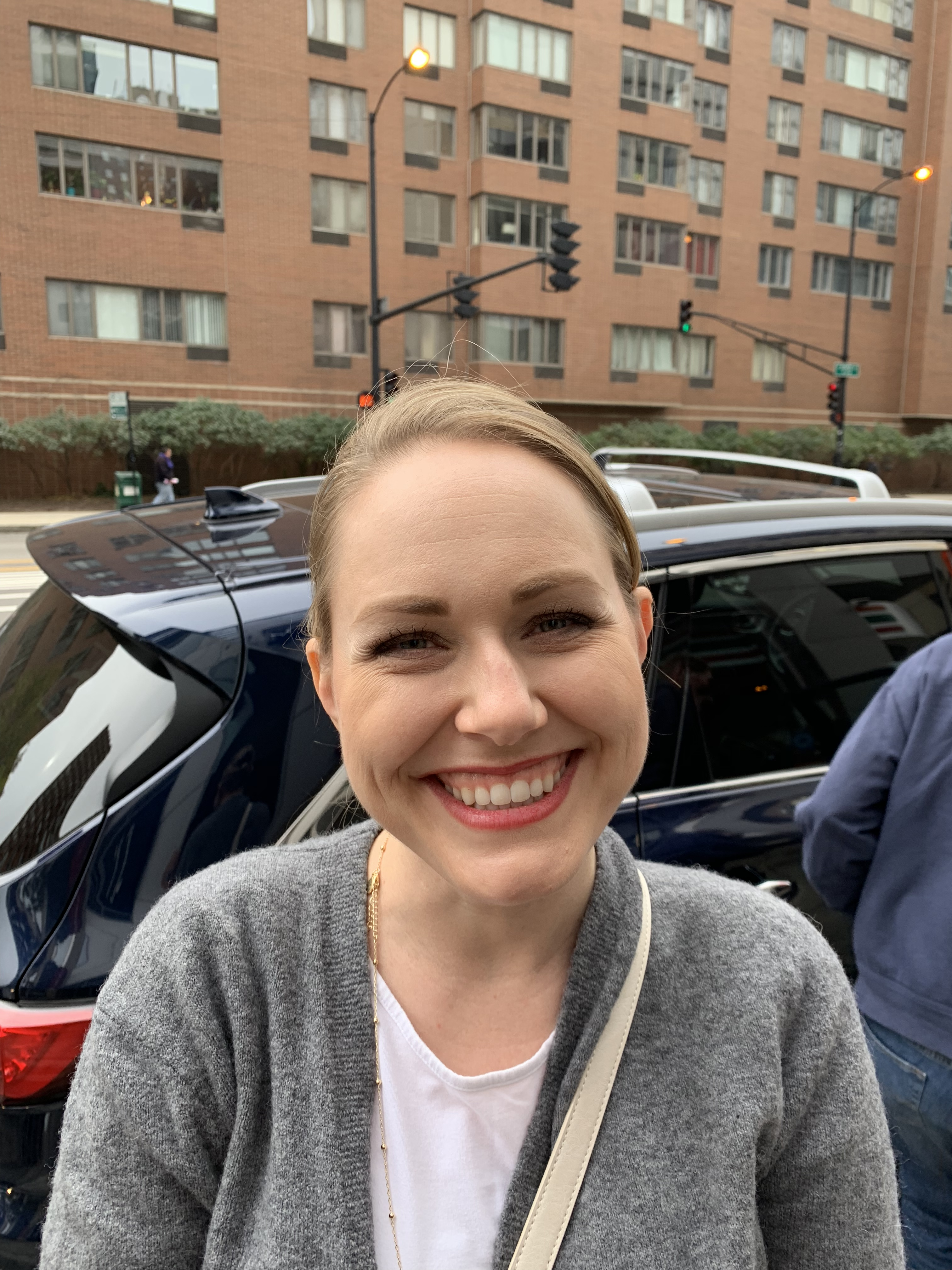
Angela Brower (2018)

Angela Brower (* 25. Juli 1983 in Phoenix, Arizona) ist eine US-amerikanische Opernsängerin (Mezzosopran). Von Herbst 2010 bis Sommer 2016 war sie Ensemblemitglied der Bayerischen Staatsoper in München.

## Leben
Angela Brower studierte an der Arizona State University und der Indiana University Gesang. 2008 nahm sie am Young American Artists Program der Glimmerglass Opera teil. Mit Beginn der Spielsaison 2008/09 kam sie ins Opernstudio der Bayerischen Staatsoper, wo sie bis 2010 dem Jungen Ensemble angehörte und unter anderem als Dorabella in Così fan tutte zu sehen war. Von der Saison 2010/11 bis 2015/16 gehörte sie dem Ensemble der Bayerischen Staatsoper an, wo sie unter anderem als Rosina im Barbier von Sevilla, als Charlotte im Werther von Jules Massenet, als Hänsel in Hänsel und Gretel, als Adalgisa in Norma, als Nicklausse in Hoffmanns Erzählungen, als Cherubino in der Hochzeit des Figaro sowie als Annio und Sesto in La clemenza di Tito auftrat. 2017 und 2018 stellte sie an diesem Haus auch den Octavian im Rosenkavalier dar, 2022 den Fuchs in Janáčeks Das schlaue Füchslein.
2013 gastierte Brower als Nicklausse in Hoffmanns Erzählungen an der San Francisco Opera und am Stadttheater Klagenfurt als Octavian im Rosenkavalier. Im Herbst 2015 debütierte sie an der Wiener Staatsoper in der Rolle der Rosina im Barbier von Sevilla. Bei den Salzburger Festspielen 2016 sang sie die Dorabella in Così fan tutte. Im August 2018 wirkte sie bei der kolumbianischen Erstaufführung des Rosenkavalier in Bogotá als Octavian mit. Im Februar 2020 feierte sie am Stadttheater Klagenfurt in der Titelrolle von Massenets Cendrillon Premiere.
Im Konzertsaal war Brower unter anderem mit den Sieben frühen Liedern von Alban Berg mit dem Tiroler Symphonieorchester Innsbruck sowie Poème de l’amour et de la mer von Ernest Chausson und Shéhérazade von Maurice Ravel mit dem NDR Sinfonieorchester zu hören sowie mit dem Münchner Rundfunkorchester für Mozart Davide Penitente.
In der Spielzeit 2022/23 gibt Brower eine Reihe Debüts: an der Semperoper Dresden als Komponistin in Ariadne auf Naxos, an der Opera Royal de Versailles als Susanna und Dorabella in Mozarts Da-Ponte-Trilogie unter der Leitung von Marc Minkowski und ihr Rollen- und Hausdebüt an der Staatsoper Berlin als Sifare in einer Neuproduktion von Mitridate Re di Ponto. Außerdem kehrt sie als Rosina Il Barbiere di Siviglia an die Norwegische Nationaloper zurück, an der Dutch National Opera in Amsterdam in einer ihrer Paraderollen – Octavian in Der Rosenkavalier sowie an die Bayerische Staatsoper als Fuchs in Barrie Koskys Inszenierung von Das schlaue Füchslein.

## Auszeichnungen und Nominierungen
- Österreichischer Musiktheaterpreis 2018 – Nominierung in der Kategorie Beste weibliche Hauptrolle für ihre Darstellung der Elisabetta in Maria Stuarda am Stadttheater Klagenfurt[10]
- Nominierung 2017 für den GRAMMY Award “Best Opera Recording” für die Aufnahme Die Hochzeit des Figaro (Deutsche Grammophon).

## Diskografie
- Wolfgang Amadeus Mozart: Die Hochzeit des Figaro. Angela Brower als Cherubino. Festspiele Baden-Baden 2015. CD erschienen bei der Deutschen Grammophon, 2016.
- Wolfgang Amadeus Mozart: Cosi fan tutte. Angela Brower als Dorabella. CD erschienen bei der Deutschen Grammophon, 2013.
- Wolfgang Amadeus Mozart: Così fan tutte. Angela Brower als Dorabella. Royal Opera House, London 2016. DVD / Blu-ray erschienen bei Opus Arte, 2018.
- Französische Vokalmusik von Debussy und Hahn – Christiane Karg, Gerold Huber, Chor des Bayerischen Rundfunks unter der Leitung von Howard Arman. CD erschienen bei BR-Klassik. 2022
- Jacques Offenbach: Les Contes d`Hoffmann. Angela Brower als The Muse/Nicklausse. Staatsoper Hamburg unter der Leitung von Kent Nagano. DVD erschienen bei Euroarts. 2022